# Mount Porndon
Mount Porndon är ett berg i Australien. Det ligger i regionen Corangamite och delstaten Victoria, omkring 160 kilometer väster om delstatshuvudstaden Melbourne. Toppen på Mount Porndon är 278 meter över havet.
Runt Mount Porndon är det mycket glesbefolkat, med 4 invånare per kvadratkilometer.. Närmaste större samhälle är Camperdown, omkring 15 kilometer nordväst om Mount Porndon. 
Trakten runt Mount Porndon består till största delen av jordbruksmark. Genomsnittlig årsnederbörd är 1 165 millimeter. Den regnigaste månaden är juni, med i genomsnitt 167 mm nederbörd, och den torraste är februari, med 32 mm nederbörd.